# Karim Bellarabi
Karim Bellarabi (* 8. April 1990 in West-Berlin) ist ein deutsch-marokkanischer Fußballspieler. Der Flügelspieler stand zuletzt zwölf Jahre bei Bayer 04 Leverkusen unter Vertrag. Aktuell ist er vereinslos.

## Vereinskarriere

### Kindheit, Jugend und Anfänge
Karim Bellarabis Mutter ist Deutsche, sein Vater Marokkaner. Daher besitzt er neben der deutschen auch die marokkanische Staatsangehörigkeit. Er hat zudem einen ghanaischen Stiefvater. Bellarabi wurde in Berlin geboren und wuchs in Bremen in einem sozialen Brennpunkt auf. Er begann mit dem Fußballspielen in der G-Jugend des Bremer Stadtteilklubs FC Huchting, bei dem er als Stürmer spielte. Später spielte er sechs Jahre in der Jugendabteilung von Werder Bremen und wechselte 2004 in die Jugendabteilung des FC Oberneuland. In der Saison 2007/08 kam Bellarabi bereits für die erste Herrenmannschaft zu sieben Einsätzen in der damals viertklassigen Oberliga Nord, in denen er zwei Treffer erzielte.

### Erste Profistation in Braunschweig
Zur Saison 2008/09 wechselte Bellarabi in die A-Jugend von Eintracht Braunschweig. Dort spielte er zunächst unter Torsten Lieberknecht in der A-Jugend-Bundesliga und für die zweite Mannschaft des Vereins.
Am 38. Spieltag der Saison 2008/09 debütierte er unter dem zum Cheftrainer aufgestiegenen Torsten Lieberknecht für Eintrachts Profis in der 3. Liga. In der Saison 2010/11 war er mit acht Toren und 16 Torvorlagen am Aufstieg in die 2. Liga und der Meisterschaft in der dritten Liga beteiligt.

### Wechsel nach Leverkusen und Rückkehr nach Braunschweig
Seine Leistungen in der dritten Liga mit Eintracht Braunschweig blieben anderen Vereinen nicht verborgen, sodass Bellarabi zur Saison 2011/12 zum Bundesligisten Bayer 04 Leverkusen wechselte. Am 36. Spieltag der Drittligasaison erlitt er eine schwere Kapsel- und Bandverletzung am Sprunggelenk. Die Rehamaßnahmen absolvierte Bellarabi bereits bei seinem neuen Verein in Leverkusen. Am 3. März 2012 (24. Spieltag) erzielte er im Heimspiel gegen den FC Bayern München mit dem Treffer zum 2:0-Endstand in der 90. Minute sein erstes Bundesligator. Seinen ersten Einsatz im Europapokal hatte Bellarabi im Achtelfinale der Champions League 2011/12 gegen den FC Barcelona, dabei traf er im Camp Nou zum 1:7-Endstand. Allerdings konnte sich Bellarabi nicht nachhaltig durchsetzen. In zwei Spielzeiten kam er auf nur 18 Einsätze, in denen er drei Scorer-Punkte sammelte und entschied sich für eine Rückkehr nach Braunschweig.
Nach dem 2. Spieltag der Saison 2013/14 kehrte er leihweise zum Bundesligaaufsteiger Eintracht Braunschweig zurück, um nach deren Aufstieg ins Oberhaus noch mehr Bundesligaerfahrung zu sammeln. Sein erstes Bundesligator für die Braunschweiger erzielte Bellarabi am 5. Oktober 2013 beim 2:0-Sieg beim VfL Wolfsburg. In 26 Bundesligaspielen schoss Bellarabi drei Tore und bereitete fünf vor. Die Eintracht stieg am Saisonende ab. Währenddessen wurde sein Vertrag in Leverkusen bis zum 30. Juni 2015 verlängert.

### Durchbruch beim zweiten Anlauf in Leverkusen
Zur Saison 2014/15 kehrte Bellarabi nach Leverkusen zurück und erkämpfte sich unter dem neuen Trainer Roger Schmidt einen Stammplatz. Beim Bundesligaauftakt der Leverkusener bei Borussia Dortmund schoss er nach neun Sekunden das bis dahin schnellste Bundesligator – dieser Rekord wurde am 22. August 2015 durch Kevin Volland eingestellt. Kurz vor Schluss bereitete er das zweite Tor durch Stefan Kießling vor; das Spiel gewann Leverkusen mit 2:0. Leverkusen nutzte eine vereinsseitige Option zur Verlängerung seines Vertrags und band Bellarabi bis zum 30. Juni 2016 an den Verein. Am 20. Februar 2015 wurde sein Vertrag bis 2020 verlängert. Die Saison 2014/15 endete für Leverkusen auf Rang vier und für Bellarabi mit 46 Spielen in Bundesliga, DFB-Pokal und Champions League, in denen er 13 Tore erzielte. Mit dem Treffer zum 1:0 in der 23. Minute beim 3:1-Sieg im Auswärtsspiel gegen den FC Augsburg erzielte er am 17. Februar 2017 (21. Spieltag) das 50.000. Tor der Bundesliga. Nachdem er mit Leverkusen in derselben Saison das internationale Geschäft verpasste, qualifizierte er sich mit seiner Mannschaft in der Folgesaison für die Europa League. In der Saison 2019/20 erreichte Bayer Leverkusen das Finale des DFB-Pokals, Bellarabi steuerte im Halbfinale einen Treffer zum 3:0-Sieg über den 1. FC Saarbrücken bei. Im Finale gegen den FC Bayern München wurde Bellarabi in der 77. Minute für Leon Bailey eingewechselt, konnte die 2:4-Niederlage gegen die Bayern aber nicht mehr verhindern.
Im Januar 2021 zog er sich im Bundesligaspiel gegen Eintracht Frankfurt einen Mittelhandbruch zu und fiel mehrere Wochen aus. Bellarabis Vertragslaufzeit in Leverkusen endete am 30. Juni 2023. Nach vielen Verletzungen erklärte Bellarabi Mitte Mai 2023, seine Karriere im deutschen Fußball mit 33 Jahren und dem Ende seines aktuellen Vertrages zu beenden. Eine Rückkehr in den Profifußball, dann außerhalb Europas, schloss er nicht aus.

## Nationalmannschaftskarriere

### U-Nationalmannschaften
Am 7. Oktober 2010 debütierte er für die U-20-Nationalmannschaft. Beim Spiel in Heidenheim an der Brenz gegen die Auswahl der Schweiz wurde er zu Beginn der zweiten Halbzeit eingewechselt und erzielte den Treffer zum 2:0-Endstand. Für die U-20-Auswahl kam er in vier Spielen zum Einsatz – unter anderem beim 3:1-Sieg am 9. Februar 2011 in Oberhausen gegen die Auswahl Italiens – und erzielte ein Tor. Sein letztes Spiel bestritt er am 24. März 2011 gegen die Auswahl Polens.
Am 12. August 2012 wurde Karim Bellarabi erstmals für die U-21-Nationalmannschaft berufen. Im Spiel gegen die Auswahl Argentiniens in Offenbach am Main wurde Bellarabi nach 58 Minuten für Sebastian Polter eingewechselt, am Ende gewann Deutschland mit 6:1. Am 16. Oktober 2012 bestritt er beim 3:1-Sieg gegen die Auswahl der Schweiz in Luzern, welches die Qualifikation zur Europameisterschaft im folgenden Jahr besiegelte, sein letztes Spiel für die U-21-Auswahlmannschaft. Von U-21-Bundestrainer Rainer Adrion wurde Bellarabi nicht für den Kader zur Endrunde nominiert.

### A-Nationalmannschaft
Am 2. Oktober 2014 wurde Bellarabi für die Spiele in der Qualifikation zur Europameisterschaft 2016 gegen die Auswahl Polens und Irlands erstmals für die A-Nationalmannschaft nominiert. Er gab am 11. Oktober 2014 in Warschau bei der 0:2-Niederlage im EM-Qualifikationsspiel gegen die Auswahl Polens in der Startelf sein A-Länderspieldebüt und entschied sich damit endgültig, für die Auswahl des DFB zu spielen. Beim EM-Qualifikationsspiel gegen Gibraltar erzielte er am 13. Juni 2015 sein erstes Länderspieltor.
Für die EM in Frankreich wurde Bellarabi am 17. Mai 2016 in den erweiterten Kader berufen, der 27 Spieler umfasste. In den am 31. Mai 2016 bekanntgegebenen, endgültigen Kader wurde er jedoch nicht übernommen.